# Ramsay-Hunt-Syndrom
Als Ramsay-Hunt-Syndrom, benannt nach dem amerikanischen Neurologen James Ramsay Hunt (1874–1937), werden verschiedene Krankheiten bezeichnet:
- Ramsay-Hunt-Neuralgie oder meist einfach Ramsey Hunt Syndrom ist ein Herpes zoster (Gürtelrose) des Ohres mit variabler Symptomatik, auch Herpes zoster oticus genannt. Dabei kommt es zur Reaktivierung des Varicella-Zoster-Virus im sensiblen Ganglion des Fazialisnervs, im Ganglion geniculi. Durch die Schwellung des Ganglions kann es zu einer Fazialisparese und Neuralgie mit Ohrenschmerzen kommen. Typische Herpes-Bläschen finden sich am Ohr und äußeren Gehörgang sowie an Zunge und Gaumen derselben Seite. Manchmal finden sich auch Bläschen im Gesicht, selten sind Taubheit und Schwindel.[2][3][4] Auch die Datenbasis Orphanet versteht unter dem Begriff „Ramsey Hunt Syndrom“ den Herpes zoster oticus.[5]
- Ramsay Hunt’s Ataxie, auch Dyssynergia cerebellaris myoclonica: Eine seltene Gehirnkrankheit, die sich als mangelnde Koordination der Bewegungen, oft zusammen mit epileptischen Anfällen zeigt.
- Ramsay Hunt’s Krankheit: Eine durch die Arbeit verursachte Nervenentzündung des Nervus ulnaris in der Hand.
- Ramsay Hunt’s Atrophie der Hand: ein obsoleter Ausdruck für das Schwinden der kleinen Handmuskeln ohne Gefühlsverlust
- Ramsay Hunt’s Juveniles Parkinson Syndrom, auch Hunt’s Paralyse, eine Morbus Parkinson-ähnliche Erkrankung, die im Alter zwischen 10 und 30 Jahren auftritt.